# Ighil Imoula
Ighil Imoula (Iɣil Imula en kabyle) est un village algérien relevant de la commune de Tizi N'Tleta (daïra d'Ouadhia), dans la wilaya de Tizi Ouzou, en Kabylie. C'est un village historique en ayant tirée en plusieurs exemplaires la Déclaration du 1er novembre 1954, premier appel adressé par le Front de libération nationale au peuple algérien.
Le village abrite d'ailleurs une stèle dédiée principalement à l'histoire de cette proclamation. On y retrouve la fameuse machine à écrire avec laquelle les anciens ont rédigé cette proclamation.

## Géographie

### Localisation
Le village est entouré par de nombreuses villes et villages : 
- à l'ouest, les villes d'Aït Bouaddou et de Assi Youcef
- au sud, les villages des communes d'Aït Bouaddou et d'Assi Youcef
- à l'est, les villages d'Aït Oulhadj, d'Aït El Kadi et d'Agouni Gueghrane
- au nord, les villages d'Aït Abdelmoumene et de Cheurfa

|                  | Ait abdelmoumene, Cheurfa |                                            |
| Mechtras, Boghni | Ighil Imoula              | Ait Oulhadj, Ait El Kadi, Agouni Gueghrane |
|                  | Aït Bouaddou, Assi Youcef |                                            |

Ce village fait partie de la commune de Tizi N'Tleta, situé entre les villes de Boghni et d'Ouadhia.
La commune de Tizi N'Tleta est composée des villages d'Ighil Imoula, Ait Abdelmoumene et Cheurfa.

## Histoire
C'est dans ce village qu'a été tirée en plusieurs exemplaires la proclamation du 1er novembre 1954.
Né à Ighil Imoula, l'homme politique Ali Zamoum, raconte, dans Tamurt Imazighen. Mémoires d’un survivant 1940-1962, l'histoire du village pendant la colonisation de l'Algérie, mais aussi ses propres histoires et aventures dans le village et alentour.  
En vertu de l’arrêté du 30 Rabie El Aouel 1436, correspondant au 21 janvier 2015, portant  classement des « Deux maisons où a été dactylographiée et reproduite la proclamation du 1er novembre 1954 à Ighil-Imoula », publié au Journal officiel de la République algérienne et populaire sous le n°11 de l’année 2015, à la prise en charge de la réhabilitation des hauts lieux du patrimoine historique et culturel situés au village d’Ighil-Imoula.    
Agréée en date du 02/04/2017 sous le n° 881, la FONDATION d’Ighil-Imoula; est une association  à but non lucratif, qui contribue à la prise en charge de la  Machine à écrire et la Ronéo ayant servi à son tirage, ainsi que les biens culturels immatériels, notamment   «les deux maisons historiques d’Ighil-Imoula », telles que déterminées et classées par la réglementation en vigueur.  
Depuis février 2011, le village a accès au gaz naturel.

## Personnalités
- Ali Zamoum
- Karim Tabbou
- Rachid Hallet